# Шиловский (Орловский район)
Шиловский — посёлок в Орловской области России. 
В рамках административно-территориального устройства входит в Лошаковский сельсовет Орловского района, в рамках организации местного самоуправления — в Орловский муниципальный округ.

## География
Расположен в 0,5 км от западной границы города Орла.

## Население
| 2002 | 2010  |
| ---- | ----- |
| 1359 | ↗1466 |

Согласно результатам переписи 2002 года, в национальной структуре населения русские составляли 98 % от жителей.

## История
С 2004 до 2021 гг. в рамках организации местного самоуправления посёлок входил в Лошаковское сельское поселение, упразднённое вместе с преобразованием муниципального района со всеми другими поселениями путём их объединения в Орловский муниципальный округ.